# Ella Richter
Ella Richter (5 de junio de 2004) es una deportista sueca que compite en piragüismo en la modalidad de maratón. Ganó una medalla de bronce en el Campeonato Mundial de Piragüismo en Maratón de 2024, en la prueba de K2.

## Palmarés internacional
| Campeonato Mundial | Campeonato Mundial | Campeonato Mundial | Campeonato Mundial |
| Año                | Lugar              | Medalla            | Competición        |
| ------------------ | ------------------ | ------------------ | ------------------ |
| 2024               | Metković (Croacia) | Medalla de bronce  | K2                 |